# Velletri
Velletri (latinsky Velitrae) je italské sídlo s 52 872 obyvateli, v metropolitním a hlavním městě Řím v regionu Lazio.
Historické centrum stojí na jižních svazích Albanských hor ve výšce 332 m n. m., přičemž se jedná o velmi starobylé sídlo založené italickým kmenem Volsků a známé již v době Anca Marcia. Historik Dionýsios z Halikarnassu jej definuje jako „slavné“. Suburbikální diecéze Velletri-Segni byla dějištěm dvou historických bitev: v roce 1744 a v roce 1849.
V 6. a 5. století př. n. l. se však Volskové dostali s Římany do územního sporu a následoval vojenský konflikt. Římané Velitrae dobyli v roce 494 př. n. l. pod velením tehdejšího konzula Virginiuse, následně Římané Velitrae kolonizovali vlastními obyvateli.
Ve 4. století př. n. l. se v Latinské válce mezi Římany a jejich okolními latinskými spojenci, kteří se proti nim vzbouřili, přiklonilo Velitrae na stranu vzbouřených okolních měst vedených Aricií a Lanuviem. Ty byly však posléze poraženy. V roce 338 př. n. l. Římané dobyli i Velitrae. Římané ho následně potrestali tím, že strhli městské hradby, zabavili místním senátorům majetek a deportovali je do Říma.
Od roku 338 př. n. l. však Velitrae zároveň získalo status municipia. Což znamenalo, že se jeho občané zavazují ke službě Římu, například v armádě, zároveň tím však získávají status římského občana.
Je doloženo, že ve 3. století př. n. l. se zde stále mluvilo voluštinou a místní obyvatelé sympatizovali s voluskými městy dále na jih od Říma.
V dalších dějinách římské říše se Velitrae proslavilo ještě tím, že odsud pocházel otec císaře Augusta. Za své vlády sem pak císař Claudius přistěhoval válečné veterány čímž město ztratilo status municipia a stalo se římskou kolonií. Ve starověku zde mělo mnoho významných římských rodin svá sídla. Dnes je Velitrae centrem místní produkce vína.